# Podosphaera macularis
Podosphaera macularis es un hongo patógeno de plantas.
Sphaerotheca macularis.
Este es un oídio que ataca a un amplio rango de huéspedes, con lo que es muy probable que haya algún reservorio cerca de nuestra plantación. Es un gran problema en fresa y también en plantaciones de lúpulo. Este hongo pasa el invierno en forma de ascas o de micelio sobre otras plantas huésped bien sean cultivadas o silvestres (en parques y jardines, balcones y terrazas, etc.). Los cultivos de interior o de invernadero infectados también son un buen reservorio de la enfermedad. Este micelio refugiado en otras plantas libera conídios (un tipo de espora). Estos conidios son los que transportados mayormente por el viento, acaban en la superficie de las hojas de las plantas de cannabis, donde si las condiciones son las adecuadas germinan y se desarrollan, formando nuevos conidios, volviendo a comenzar el ciclo y haciendo que este hongo se extienda por toda la planta.
Cuanto más alta es la concentración de conidio en el ambiente, mayor será la probabilidad de sufrir un ataque grave de este hongo, con lo que las medidas preventivas estarán dirigidas a crear condiciones y aplicar tratamientos que dificulten el establecimiento de estos conidios en nuestras plantas. Este hongo se desarrolla superficialmente, por lo que otra pista que nos permitirá identificarlo es que cuando pasamos el dedo por encima de la hoja, la mancha de polvo se va. Aunque esto puede hacer pensar que la erradicación con fungicidas debe ser fácil, la realidad es que si utilizamos productos biológicos de bajo efecto sistémico, las partes a las que no ha llegado el fungicida o no ha penetrado lo suficiente, seguirán conteniendo pequeñas partes del hongo que pueden volver a crecer rápidamente si las condiciones le son propicias. Por eso hay que ser constante con los tratamientos incluso aunque ya no detectemos la presencia de oídio.
Según los estudios consultados, los factores ambientales involucrados en el establecimiento y desarrollo del hongo en diversos huéspedes son:
• Temperatura media diaria: Superior a 15 °C favorece el desarrollo del hongo y la dispersión de conidios. En general, la producción de conidios disminuye cuando las temperaturas bajan de 15-20 °C y cuando las temperaturas superan los 26 °C. Según los estudios realizados con lúpulo, exposiciones de unas dos horas a temperaturas superiores a 32 °C disminuyen la incidencia de la enfermedad.
• Humedad relativa: El rango óptimo de germinación de los conidios es entre 75% y 98% de humedad. Ante humedades relativas bajas, el hongo reacciona liberando un mayor número de esporas. Esta dispersión se ve favorecida también por fluctuacionesbruscas de la humedad. Cuanto más baje la humedad ambiental y cuanto más bruscamente lo haga, más cantidad de esporas serán liberadas en el ambiente. Aunque la humedad ambiental sea baja, debido a la transpiración de la planta, la superficie foliar puede llegar a tener una humedad alta, lo que permite la germinación del conidio. Un medidor digital de temperatura y humedad con máximas y mínimas es una herramienta imprescindible en estos casos ya que nos dará una idea precisa de cuándo se dan estos valores de alto riesgo.
• Lluvia: La lluvia elimina las esporas que están flotando en el ambiente por lo que la probabilidad de infección en un día de lluvia es bajo. Además una capa de agua sobre las hojas impide la germinación de las esporas, el desarrollo de los conidios y su dispersión. La maduración de los conidios precisa de luz, por lo que la dispersión de las esporas se produce por el día, aproximadamente entre la 13:00 y las 15:00 de la tarde. El momento más crítico del día suele ser entre las 17:00 y las 21:00. Estudios con lúpulo demostraron que las esporas que germinen en estas horas tienen más probabilidad de causar un daño mayor. 